# Lua (bogini)
Lua (Lua Mater, Lua Saturni) – prastara bogini w mitologii rzymskiej. 
Była kojarzona z Saturnem, ponieważ utożsamiano ją z Ops, jego małżonką. Ku jej czci ofiarowywano i palono broń zdobytą na wrogach. Według pewnej hipotezy pierwotnie była boginią rytualnej zmazy, którą chciano zesłać na wrogów.